# ノルウェー狂詩曲 (ラロ)
ノルウェー狂詩曲（- きょうしきょく、フランス語: Rapsodie norvégienne）はエドゥアール・ラロが1879年に作曲した管弦楽曲。演奏時間は約12分。

## 概要
ラロはこの作品を作曲する前年、1878年にヴァイオリン独奏と管弦楽のための『ノルウェー幻想曲（フランス語: Fantaisie norvégienne）』を作曲している。この幻想曲は大きな成功を収めた『スペイン交響曲』と同じく異国情緒を追求した作品であり、前作のスペインから北欧のノルウェーに興味が移っているが、同年のうちにパリでサラサーテによって演奏され人気を博した。
『ノルウェー幻想曲』の初演後、ラロはこの協奏曲を管弦楽曲に改作する構想を抱き、2楽章からなる狂詩曲として完成した。楽譜は1880年にベルリンで『管弦楽のための狂詩曲（フランス語: Rapsodie pour Orchestre）』として出版されたが、原曲との関係もあり、今日一般に広く知られる曲名は『ノルウェー狂詩曲』である。出版時にフランスの指揮者エドゥアール・コロンヌに献呈されている。なお、作品番号は付されていない。

## 初演等
1879年4月20日、パリにて初演。録音は1933年にアルベール・ヴォルフ指揮コンセール・ラムルーにより初めて行われた。

## 編成
ピッコロ、フルート2、オーボエ2、クラリネット2、ファゴット2、ホルン4、トランペット4、トロンボーン3、チューバ、ティンパニ、トライアングル、タンブリン、バスドラム、ハープ、弦五部

## 構成
第1楽章 Andantino
6/8拍子、管弦楽による2つの強奏和音に始まる。オーボエが鄙びた主題Aを奏し始めるが、すぐに3/4拍子となり、弦楽器群に動きが細かく感情的な主題Bが現れしばらく展開する。この後、主題は交互に現れ、6/8拍子オーボエA、3/4拍子弦楽器B、6/8拍子オーボエAの順に進む。次に拍子が2/4拍子に変わり、クラリネット、続いて弦楽器にノルウェー民謡から採られたと思しき軽やかな主題Cが登場し展開する。更にこの主題を変形した力強い主題Dがチェロに登場し展開する。再度Cが登場、最後はオーボエでAが回想され、弦楽器のピッツィカートの後、軽妙に終わる。
第2楽章 Presto
3/4拍子。ロンド形式。冒頭からトランペットが舞曲調の主題aを精力的に奏でる。次にホルンと弦楽器に哀愁を帯びた主題bが登場、ラロが好む金管の三連音で締められる。再度トランペットにaが登場、続いてフルート、ピッコロがこれも三連音を多く含む主題cを奏し、弦楽器がリズミックに展開する。次に弦楽器に叙情的な主題dが現れ、一旦静まったところで主題a、bの順で再度繰り返される。最後にもう一度主題aが奏され力強く終わる。
a - b - a - c - d - a - b - a